# Samarkand (provins)
Samarkand (Uzbekiska: Samarqand viloyati / Самарқанд вилояти) är en viloyat (provins) i Uzbekistan. Den gränsar till Tadzjikistan samt provinserna Dzjizzach, Navoi och Qasjqadarja. Provinsen hade år 2005 uppskattningsvis 2 322 000 invånare och en yta på 16 400 km². Huvudorten är Samarkand

## Distrikt
Provinsen är indelad i 14 administrativa tuman (distrikt):
- Bulungur
- Ishtikhon
- Jomboy
- Kattakurgan
- Koshrabot
- Narpay
- Nurobod
- Oqdarya
- Pakhtachi
- Payariq
- Pasdargom
- Samarcanda
- Toyloq
- Urgut